# Hydroporus memnonius
Hydroporus memnonius es una especie de escarabajo del género Hydroporus, familia Dytiscidae. Fue descrita científicamente por Nicolai en 1822.
Esta especie se encuentra en Europa y Asia del Norte (excepto China).